# Ewald Christian von Kleist
Ewald Christian von Kleist, född 7 mars 1715 på godset Zeblin i Pommern, död 24 augusti 1759 i Frankfurt an der Oder, var en tysk skald och krigare. 
Han ingick 1736 som officer i dansk krigstjänst, men återkrävdes 1740 av preussiske kungen Fredrik II och utnämndes till löjtnant vid prins Henriks regemente. Han blev major 1757. I slaget vid Kunersdorf den 12 augusti 1759 fick von Kleist, i spetsen för sin bataljon, högra benet sönderskjutet och avled till följd av sina sår.
Genom sin på samma gång entusiastiskt varma och vekt melankoliska känsla i förening med en ren, välljudande diktion samt åskådlighet i bilder och skildringar intog von Kleist en framträdande plats bland sin tids tyska skalder. Hans skaldskap utmärkes av idyllisk förkärlek för lantlivets frid; på flera ställen brännmärker han med kraftiga ord krigets fasor. Sina närmaste förebilder hade han i John Milton, James Thomson och Albrecht von Haller. 
von Kleists Gedichte (1756-58) utgörs av elegier, hymner, idyller, visor, epigram, poetiska berättelser och en större på hexameter (med enstavig anakrus) författad beskrivande dikt, Der Frühling (1749), som främst skapat hans rykte. Dikten utgörs av en rad löst sammanfogade bilder ur lantlivet, tämligen sparsamt genomvävda av känsloutbrott, samt utmynnar i en hymn och en teodicé. 
Vårens sångare betecknar ett avgjort framsteg inom tyska skaldekonsten genom sin strävan efter natursanning, genom sin hjärtlighet och friska fantasi. I Sverige var han mycket uppskattad under senare hälften av 1700-talet (till exempel i Gjörwells tidskrifter) och översattes flitigt. von Kleists Sämmtliche Werke utgavs av Ramler (1760; flera upplagor) och, med levnadsteckning, av Wilhelm Körte (1803, 5:e upplagan 1853) samt av August Sauer (1884, 3 band; även med von Kleists brevväxling).